# Go!Go!Here We Go!ロック・リー/大人はわかってくれない
| 専門評論家によるレビュー      | 専門評論家によるレビュー |
| レビュー・スコア              | レビュー・スコア         |
| 出典                          | 評価                     |
| ----------------------------- | ------------------------ |
| 『Billboard Japan』（山本純） | 肯定的                   |

『Go!Go!Here We Go!ロック・リー/大人はわかってくれない』（ゴー・ゴー・ヒア・ウィ・ゴー・ロック・リー/おとなはわかってくれない）は、私立恵比寿中学の2枚目のメジャーシングル（インディーズを含めると通算8枚目）である。2012年8月29日にDefSTAR Recordsから発売された。

## 概要
初回ブラジル盤、初回ロック・リー盤、サブカル盤（通常盤）の3形態での発売。初回生産限定盤及びサブカル盤（通常盤）の初回仕様のみ、トレーディングカード9種のうち1種ランダム封入。初回ロック・リー盤はメンバーがロック・リーに扮しているが、1人だけうずまきナルトに扮している。

## 収録曲
（私立恵比寿中学：瑞季、真山りか、杏野なつ、安本彩花、廣田あいか、星名美怜、鈴木裕乃、松野莉奈、柏木ひなた）

### 初回ブラジル盤
1. Go!Go!Here We Go!ロック・リー [4:05]
作詞・作曲・編曲：前山田健一
テレビ東京系アニメ『NARUTO -ナルト- SD ロック・リーの青春フルパワー忍伝』の新エンディングテーマ[7]（2012年7月 -）[8]
ベストアルバム『「中卒」〜エビ中のイケイケベスト〜』（2016年）に8人バージョンの「Go!Go!Here We Go!ロック・リー(中卒ver.)」が収録
2. 大人はわかってくれない [3:56]
作詞・作曲・編曲：田村歩美
ベストアルバム『「中辛」〜エビ中のワクワクベスト〜』（2016年）に8人バージョンの「大人はわかってくれない(中卒ver.)」が収録
3. ほぼブラジル [4:23]
作詞・作曲・編曲：さつき が てんこもり
4. Go!Go!Here We Go!ロック・リー（Less Vocal）
5. 大人はわかってくれない（Less Vocal）
6. ほぼブラジル（Less Vocal）

### 初回ロック・リー盤
1. Go!Go!Here We Go!ロック・リー
2. 大人はわかってくれない
3. スターダストライト [5:08]
作詞・作曲・編曲：fu mou
ベストアルバム『「中辛」〜エビ中のワクワクベスト〜』（2016年）に8人バージョンの「スターダストライト(中辛ver.)」が収録
ベストアルバム『中吉』（2022年）のCD2に新9人バージョンの「スターダストライト（中吉ver.）」が収録
4. Go!Go!Here We Go!ロック・リー（Less Vocal）
5. 大人はわかってくれない（Less Vocal）
6. スターダストライト（Less Vocal）

### サブカル盤（通常盤）
1. Go!Go!Here We Go!ロック・リー
2. 大人はわかってくれない
3. 新・青春そのもの [4:26]
作詞・作曲・編曲：磯崎健史
4. Go!Go!Here We Go!ロック・リー（Less Vocal）
5. 大人はわかってくれない（Less Vocal）
6. 新・青春そのもの（Less Vocal）

## そのほか
『森田一義アワー 笑っていいとも!』のコーナー「コレ名言ぽくない？明日忘れる「ゆる名言」」で「Go!Go!Here We Go!ロック・リー」の前奏が使用されたことがある。